# NGC 6039
NGC 6039 (NGC 6042) é uma galáxia elíptica (E-S0) localizada na direcção da constelação de Hercules. Possui uma declinação de +17° 42' 01" e uma ascensão recta de 16 horas, 04 minutos e 39,5 segundos.
A galáxia NGC 6039 foi descoberta em 27 de Junho de 1870 por Édouard Jean-Marie Stephan.